# アダム・グラント

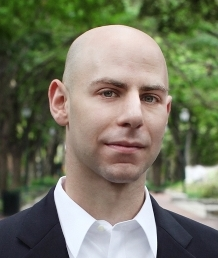

アダム・グラント（英語: Adam M. Grant、1981年8月13日 - ）は、アメリカの心理学者である。現在、ペンシルベニア大学ウォートンスクールの組織心理学を専門とする教授を務める。 彼は28歳でテニュアを取得し、ウォートンスクールで最年少のテニュア教授となった。

## 著書
- GIVE & TAKE 「与える人」こそ成功する時代 (原題：Give and Take: A Revolutionary Approach to Success)
- ORIGINALS 誰もが「人と違うこと」ができる時代  (原題：Originals: How Non-Conformists Move the World)
- OPTION B（オプションB）―逆境、レジリエンス、そして喜び―  (原題：Option B: Facing Adversity, Building Resilience, and Finding Joy)
- THINK AGAIN 発想を変える、思い込みを手放す  (原題：Think Again: The Power of Knowing What You Don't Know)